# Zonsverduistering van 30 mei 1965

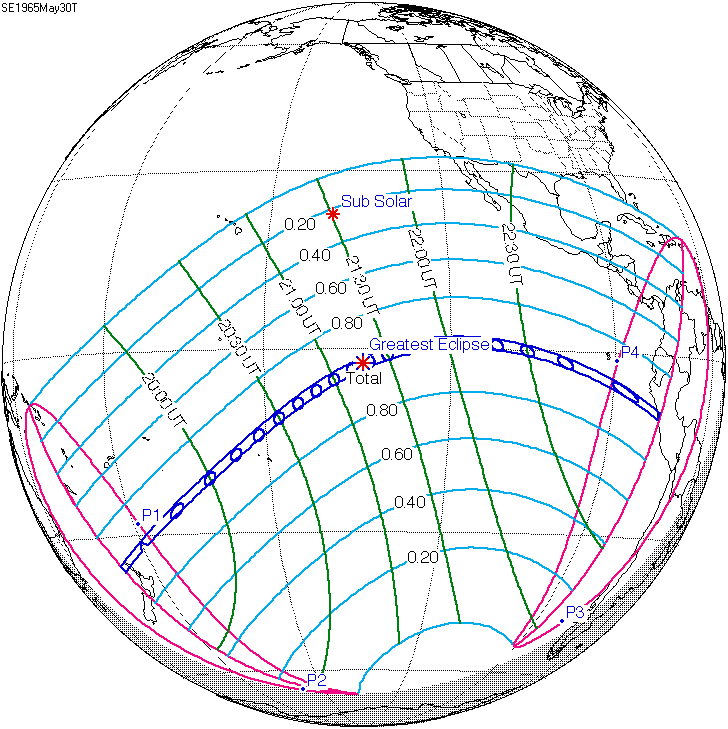
De zonsverduistering was te zien tussen de blauwe lijnen.

De totale zonsverduistering van 30 mei 1965 trok vooral over zee, maar was op land achtereenvolgens te zien in Nieuw-Zeeland en Peru.

## Lengte

### Maximum
Het punt met maximale totaliteit lag op zee ver van enig land bij coördinatenpunt 2.4679° Zuid / 133.829° West en duurde 5m15,4s.

### Limieten
| Fenomeen                    | Code | Tijdstip UTC |
| --------------------------- | ---- | ------------ |
| Eerste contact bijschaduw   | P1   | 18:41:55.0   |
| Eerste contact kernschaduw  | U1   | 19:40:47.0   |
| Kernschaduw compleet vanaf  | U2   | 19:43:03.7   |
| Bijschaduw compleet vanaf   | P2   | 20:57:37.0   |
| Maximum eclips              | GE   | 21:16:58.0   |
| Bijschaduw compleet t/m     | P3   | 21:36:35.8   |
| Kernschaduw compleet t/m    | U3   | 22:50:57.3   |
| Laatste contact kernschaduw | U4   | 22:53:17.8   |
| Laatste contact bijschaduw  | P4   | 23:52:01.5   |